# Chico Ronda
Francisco Plumari Júnior mais conhecido como Chico Ronda (19 de setembro de 1930 — São Paulo, 23 de outubro de 2003), foi um empresário, banqueiro do Jogo do Bicho e dirigente de carnaval brasileiro. Se notabilizou no Carnaval de São Paulo por ser fundador e patrono da escola de samba Império de Casa Verde, da qual muitos de seus parentes ainda fazem parte da diretoria.
Sua filha Luciana Plumari, que já foi presidente do Império, foi casada com o legista encontrado morto quando trabalhava no caso Celso Daniel.
Chico Ronda foi morto em outubro de 2003, trocando o pneu furado sendo seu nome lembrado por Maurício Kubrusly durante a transmissão do desfile do Império, durante o Carnaval Globeleza, pois segundo Kubrusly, o trecho do samba da entidade naquele ano, que dizia "Mistério / Quem constrói não pode desfrutar / Tudo o que toca vira ouro / Mas morre sem poder aproveitar", seria uma ironia do destino com relação ao bicheiro. De fato, sua escola de samba se tornaria campeã do Grupo Especial pela primeira vez dois carnavais após sua morte, no ano de 2005, ano em que homenagens feitas pela escola de samba ao seu nome resultaram em protestos por parte da Assembleia Legislativa de São Paulo.